# Dra mig baklänges!
Dra mig baklänges! är en svensk barn-TV-serie i 16 avsnitt som visades första gången i SVT under perioden 1 november 2006-6 mars 2007 . Producent till serien är Anna Sommansson och manusförfattare Anna Olsson.
I programmen åker sjuåriga Alpha (Alpha Blad), med hjälp av en magisk tärning, tillbaka i tiden för att få svar på sina frågor om den spännande svenska historien och hur folk levde på vikingatiden, medeltiden etc.

### Fotnoter
1. ↑  ”Svensk mediedatabas”. http://smdb.kb.se/catalog/search?q=%22Dra+mig+bakl%C3%A4nges%21%22&sort=OLDEST#. Läst 30 mars 2011.
2. ↑  Jansson, Malena (15 januari 2007). ”Dra mej baklänges är riktigt lyckat”. Svenska dagbladet. http://www.svd.se/kultur/dra-mej-baklanges-ar-riktigt-lyckat_191627.svd. Läst 4 december 2014.